# Carole Caldwell Graebner
Pour les articles homonymes, voir Caldwell.
Carole Caldwell (née le 24 juin 1943, morte le 19 novembre 2008 à New York) est une joueuse de tennis américaine des années 1960 et début 1970. Elle est aussi connue sous son nom de femme mariée, Carole Caldwell-Graebner.
Elle a notamment atteint la finale des Internationaux des États-Unis en 1964, battue par Maria Bueno.